# Hodgkins Seamount
L’Hodgkins Seamount è una montagna e vulcano sottomarino che fa parte della catena sottomarina di Kodiak-Bowie, situato nella parte nordorientale dell'Oceano Pacifico, a ovest delle isole Haida Gwaii, nella Columbia Britannica, in Canada.
L'Hodgkins Seamount è posizionato a sud del Peirce Seamount e a nord del Bowie Seamount, altri due vulcani della stessa catena. Come questi ultimi fu formato dall'attività del punto caldo di Bowie.
Sembra aver avuto due differenti episodi di vulcanismo, separati tra loro di circa 12 milioni di anni.